# Томкі
Томкі (пол. Tomki, нім. Tomken) — село в Польщі, у гміні Збічно Бродницького повіту Куявсько-Поморського воєводства.
Населення — 120 осіб (2011).
У 1975-1998 роках село належало до Торунського воєводства.

## Демографія
Демографічна структура станом на 31 березня 2011 року:
|          | Загалом | Допрацездатний вік | Працездатний вік | Постпрацездатний вік |
| -------- | ------- | ------------------ | ---------------- | -------------------- |
| Чоловіки | 62      | 16                 | 42               | 4                    |
| Жінки    | 58      | 9                  | 35               | 14                   |
| Разом    | 120     | 25                 | 77               | 18                   |